# Abraham Bosse
Abraham Bosse (1602-1604 - 14 de fevereiro de 1676) foi um artista francês, principalmente gravação por água-forte, mas também aquarelista.

## Obra
Cerca de 1 600 gravuras são atribuídas a ele, com temas como: vida diária, religião, literatura, história, tecnologia e ciência. A maior parte de sua produção foram ilustrações para livros, mas muitas também foram vendidas separadamente. Seu estilo cresce a partir da arte flamenga, mas tem um sabor fortemente francês. Muitas de suas imagens contêm detalhes fascinantes e informativos sobre o cotidiano das classes média e alta do período. Sua combinação de detalhados retratados interiores dos assuntos domésticos triviais  era original e altamente influente na arte francesa, e também no exterior. Suas gravuras são, entre outras coisas, uma paródia do estilo. A maioria de suas imagens tem um caráter ilustrativo.

## Discípulo de Desargues
Em 1641 ele começou a freqüentar aulas de perspectiva ministradas pelo matemático e arquiteto Girard Desargues (1591-1661) onde aprendeu outros aspectos técnicos de representação. Bosse não só adotou esses métodos, mas publicou uma série de obras entre 1643-1653 para explicá-los e promovê-los 
Em 1648, quando Cardeal Mazarino criou a Académie royale de peinture et de escultura, Bosse foi feito um dos membros fundadores. No entanto a divulgação dos métodos de Desargues embrenharam-no em uma polêmica com Charles Le Brun e seus seguidores, que tinham métodos diferentes, e adotavam a crença de que o "gênio" ao invés de método técnico deve ser o guia para a criação de obras de arte. Em 1661 Bosse foi forçado a retirar-se da Academia, e criou sua própria escola como uma alternativa.

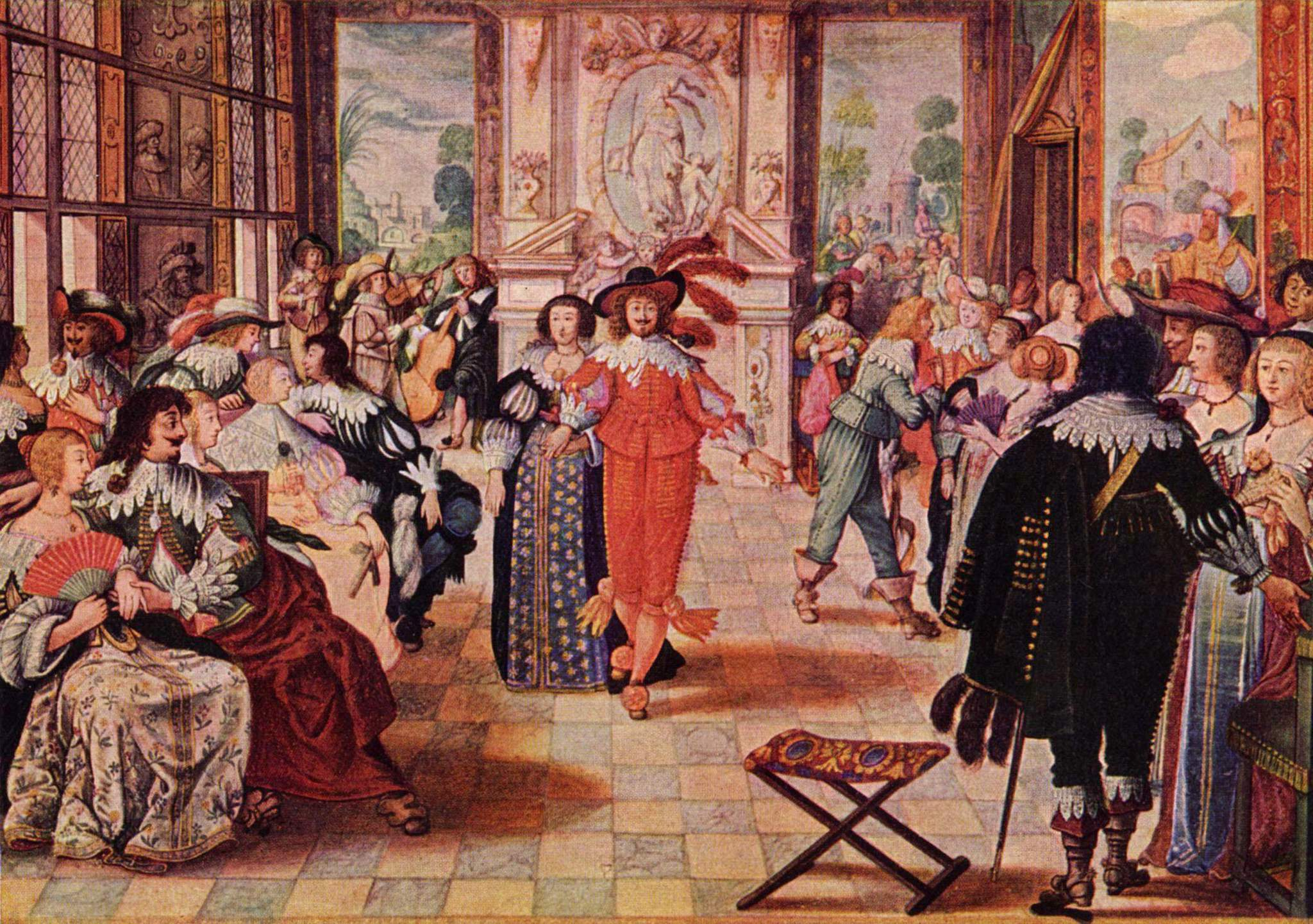
Aquarela por Abraham Bosse, um assunto semelhante a muitas de suas gravuras mais famosas.